# Shark Boy
Dean Roll (28 de enero de 1975) es un luchador profesional estadounidense, más conocido por como Shark Boy. El trabajo en la Total Nonstop Action Wrestling y en circuitos independientes.Y hasta después de varios años el gran luchador Shark Boy sale de los circuitos indie para volver a IMPACT WRESTLING en este próximo viernes 31 de marzo de 2023.

## Carrera
Roll empezó a entrenar en la lucha libre bajo la tutoría de Les Thatcher en octubre de 1995 cuando tenía veinte años. Debutó el 3 de mayo de 1997 en Heartland Wrestling Association propiedad de Thatcher, peleando enmascarado bajo el nombre de El Piranha. También usó algunas veces el gimmick de Dean Baldwin, the purported fifth, lesser known Baldwin brother.
Después de irse de la HWA, Roll debutó en la Independent Wrestling Association, donde desarrolló el personaje de Shark Boy, ispirado en la sanción de 1995 "I Come From the Water" por the Toadies. En 1999, Roll registró el nombre de "Shark Boy". En 1998, Shark Boy received a flurry of media attention. He was featured on ABC in an episode of 20/20 featuring professional wrestling, on the Discovery Channel as part of the annual Shark Week and on a documentary produced by MTV entitled True Life: I'm a Professional Wrestler.
El 19 de mayo de 1999, Shark Boy peleó en el segundo Brian Pillman Memorial Show anual, derrotando a Matt Stryker, Tarek the Great y Chip Fairway en un torneo y recibiendo un trofeo. Luego peleó varias veces en la World Championship Wrestling y la World Wrestling Federation contra Al Snow, Mankind y D'Lo Brown, entered the ring and lifted Shark Boy onto their shoulders. Shark Boy además peleó en el 1998, 2000 y 2001 en Brian Pillman Memorial Shows. As a result of the exposure gained by his appearances on televisión and at the Brian Pillman Memorial Shows, coupled with his "cult" following, Shark Boy was signed to a contract by World Championship Wrestling in 1999. He made several appearances on WCW Saturday Night on WTBS before being released six months later in early 2000.
En noviembre del 2002, Shark Boy hizo un tour por Europa con la World Wrestling All-Stars. En Retribution, el 6 de diciembre de 2002, Shark Boy derrotó a Frankie Kazarian. Durante el 2002, también se unió a la  XPW donde tuvo grandes feudos con Kaos, Tracy Smothers, Juventud Guerrera y Jerry Lynn. Poco después de que la XPW cerrara, se unió a la Total Nonstop Action Wrestling
On March 7, 2004, Shark Boy opened a professional wrestling school named The Shark Tank in Ohio. In 2008 he made his return to TNA from a (kayfabe) coma suffered from multiple ambushes. He has started a Stone Cold Steve Austin gimmick even going as far as to drink "Clam Juice" in the ring after his matches. Shark Boy took part to wrestle in TNA's Terror Dome on May 10, which was won by Kaz

### Total Nonstop Action Wrestling (2008-2011)
En Bound for Glory IV participó en la lucha llamada Steel Asylum, de donde no consiguió ganar. En 2010 paso luchando hasta que el 4 de marzo de 2011 pidió su liberación de contrato la cual fue aceptada por lo que abandono la empresa después de 8 años de estar en ella.
Hizo una aparición en Destination X, luchando junto a Eric Young y derrotando a Generation Me.

### Total Nonstop Action Wrestling (2013-2014)
Shark Boy hizo su regreso a TNA Wrestling en el episodio de Impact Wrestling de 23 de mayo de 2013. Luchó contra Robbie E perdiendo en el siguiente episodio de TNA Xplosion después de su aparición en televisión. El 17 de marzo de 2013, Shark Boy apareció en TNA 10 Reunion donde fue en un Gauntlet match de 10 hombres, que fue ganado por Matt Morgan, que salió al aire el 2 de agosto de 2013. El 19 de marzo de 2013, Shark Boy apareció en Hardcore Justice 2 donde ganó un Gauntlet Hardcore Battle Royal match de 9 hombres, que se emitió el 5 de julio de 2013. Después hizo otra aparición el 21 de noviembre en TNA Turning Point, perdiendo frente a Ethan Carter III. El 2 de octubre de 2014, un fatigado y con sobrepeso Shark Boy hizo otra aparición frente a frente contra Manik y perdiendo, a continuación, volvió a perder en el show de 15 de octubre de 2014 contra George Murdoch (rebautizado como "Tyrus"). Luego hizo una aparición en el 29 de octubre durante un segmento de backstage donde estaba firmando autógrafos, posteriormente consiguiendo palabras de ánimo del agente Pat Kenney (mejor conocido como "Simon Diamond") a volver a ser "el tiburón real", en referencia a cuando estaba en su mejor momento. Shark Boy dijo que lo haría.

## En lucha
- Movimientos finales y de firma
  - Como "Stone Cold" Shark Boy
    - Chummer (Stunner)
    - Stompin' a Waterhole (Repeated stomps against a cornered opponent, followed by a fin gesture to the opponent and a final stomp)
    - Pointed elbow drop with fin gesture
    - Thesz press followed by multiple punches

- - Como Shark Boy
    - D.S.D. – Dead Sea Drop / Deep Sea Drop (Diving somersault three-quarter facelock jawbreaker)[8][9]
    - Shark–canrana (Front flip hurricanrana pin)[8][5]
    - Facebuster[10]
    - Missile dropkick[11]
    - Sunset flip powerbomb to an opponent holding another wrestler in superplex position, causing them to complete the superplex
    - Hangman's neckbreaker[12][13]

- Mánagers
  - Shark Girl

## Campeonatos y logros
- Atlantic Pro Wrestling

- APW Junior Heavyweight Championship (2 veces)

- Buckeye Pro Wrestling

- BPW Heavyweight Championship (2 veces, actual)
- BPW Tag Team Championship (1 vez) – con Cody Hawk

- Eastern Pro Wrestling

- EPW Tag Team Championship (1 vez) - con Rocco Abruzzi

- Hardkore Championship Wrestling

- HCW Heavyweight Championship (1 vez)
- HCW Incredible 8 Tournament Winner (1 vez)

- Heartland Wrestling Association

- HWA Cruiserweight Championship (4 veces)
- HWA Heavyweight Championship (1 vez)

- Independent Wrestling Association Mid-South

- IWA Mid-South Light Heavyweight Championship (1 vez)
- IWA Mid-South Television Championship (1 vez)

- Main Event World League

- MEWL Cruiserweight Championship (1 vez)

- Mid-West Wrestling Connection

- MWWC Heavyweight Championship (1 vez)

- NWA East

- NWA East Television Championship (1 vez)

- New Breed Wrestling Association

- NBWA Heavyweight Championship (1 vez)

- New Era Pro Wrestling

- NEPW Cruiserweight Championship (1 vez)

- Pro Wrestling Illustrated
  - Situado en el N°122 en los PWI 500 del 2008[14]
  - Situado en el N°321 en los PWI 500 del 2009
  - Situado en el Nº313 en los PWI 500 de 2010[15]

- Otros títulos

- MWA Light Heavyweight Championship (1 vez)
- PCW Heavyweight Championship (1 vez)
- RAW Cruiserweight Championship (1 vez)
- WPL Cruiserweight Championship (1 vez)

## Demanda de Miramax
El 8 de junio de 2005, Roll presenta Demanda contra Miramax, alegando que el lanzamiento de Miramax  "The Adventures of Sharkboy and Lavagirl in 3-D" infringió su marca registrada  y exigió cualquier "dinero, ganancias y ventajas obtenidas erróneamente". En Noviembre de 2005, se supo que Miramax había intentado que se desmentirá el caso, ademas de solicitar que el tribunal anulara la marca registrada de Roll sobre la base de que "el demandante es un hombre cuyos servicios se prestan solo cuando lleva un traje que representa atributos de "shark-like" En abril de 2007, la demanda se resolvió por una cantidad no revelada.